# خانم خزوک
خانم خزوک (به معنای خانم سوسکه) نمایشنامه‌ای است برای کودکان نوشتهٔ میرزا جبار عسکرزاده (جبار باغچه‌بان) که در اسفند ۱۳۰۷ (مارس ۱۹۲۹ میلادی) در شیراز به چاپ رسید. در متن نمایشنامه از بعضی اصطلاحات محاوره‌ای لهجهٔ شیرازی استفاده شده است. متن نمایشنامه به صورت شعر است.
 خزوک: کلمه ایست به زبان لارستانی که معنی فارسی آن سوسک می باشد. 
https://fa.m.wikipedia.org/wiki/%D8%B2%D8%A8%D8%A7%D9%86_%D9%84%D8%A7%D8%B1%D8%B3%D8%AA%D8%A7%D9%86%DB%8C

## نمونه شعر
من خزوک سیاهم
بی یار و بی پناهم
از آهنم پر و بال
رنگم سیه چون زغال
وقتی که ره می‌روم
لنگه لنگه می‌دوم